# Stelen von Ellenberg
Die Stelen von Ellenberg sind zwei im Guxhagener Ortsteil Ellenberg im nordhessischen Schwalm-Eder-Kreis gefundene endneolithisches Artefakte aus Sandstein.

## Die Stele von 1907
Die 85 cm hohe, schlanke Stele ist aus Buntsandstein, vermutlich aus dem nahen Edertal. Sie ist auf ihrer gesamten Vorderseite mit horizontal und vertikal aneinandergereihten, vollständig dargestellten bzw. angeschnittenen (erhabenen) Dreiecken verziert. An den beiden Seitenrändern ist dieses Muster unvollständig, was darauf hindeutet, dass die Ornamentik auf einst vorhandenen Nachbarsteinen aufgenommen und fortgeführt wurde. Die Seiten des Steins sind abgeschrägt, was eine ehemalige Anordnung mit weiteren Steinen in Kreisform bedeuten kann.
Ausgestellt ist der Stein heute im Hessischen Landesmuseum in Kassel. Eine wenig naturgetreue Nachbildung steht vor dem Dorfgemeinschaftshaus in Ellenberg.

## Fundgeschichte
Der Fundbereich, zwischen Eder und Fulda, war ehemals eine bewaldete leichte Erhebung. 1854 war der Baumbestand vollständig gerodet worden und das Gelände wurde bis 1954 als Ackerland landwirtschaftlich genutzt. Die einstige Erhebung ist daher völlig verschwunden.
1873 hatte Eduard Pinder, Direktor des Museums Fridericianum in Kassel, die Existenz dreier Grabhügel an diesem Ort nachgewiesen. Einem Lehrer aus Ellenberg fiel auf, dass auf einem Acker in der Gemarkung Ellenberg bei landwirtschaftlichen Bodenbearbeitungen immer wieder größere Steinstücke ans Tageslicht gefördert wurden. Laut einer im Ort überlieferten Sage soll sich ein Heidenkönigsgrab an dieser Stelle befunden haben.
1907 wurde die Kasseler Museumsverwaltung über einen mutmaßlichen archäologischen Fund informiert. Da der damalige Direktor des Museums Fridericianum, Johannes Boehlau, gerade zu einer Ausgrabung auf der griechischen Insel Samos abgereist war, untersuchten zunächst der Generalmajor a D. Gustav Eisentraut und der Bibliothekar Wilhelm Lange die Fundstelle. Sie begannen im Oktober 1907, die Fundstelle auf einer 14 × 14 Meter großen Fläche auszugraben. Dabei orientierten sie sich anhand der aufgefundenen Steinstrukturen und trugen nicht, wie heute üblich, den Boden schichtweise ab; aussagekräftige Hinweise gingen somit verloren.
Gefunden wurden Spuren von Holzkohle und Asche sowie Keramikscherben aus dem Endneolithikum (ca. 2800–2200 v. Chr.). Am nördlichen Rand des Hügels wurden Reste eines Steinkreises entdeckt. Der bedeutendste Fund war die Stele, die sich mit der Dreiecksornamentik nach unten liegend innerhalb des Steinkreises befand. Aufgrund der hohen Qualität der Steinbearbeitung gingen Lange und Eisentraut zunächst von einer Datierung aus dem Mittelalter aus. Eisentraut schloss sogar nicht aus, dass es sich um eine ehemalige Gerichtsstätte des Klosters Breitenau handeln könnte, eingefasst von einem Steinkreis mit einigen Steinbänken und einem Steinsitz für den Gerichtsherrn.
Im Frühjahr 1908 führte Museumsdirektor Boehlau erneut Grabungen durch. Er kam zu der Überzeugung, dass der Fundort weder eine Gerichts- noch eine Malstätte gewesen war. Auf Grund der keramischen Funde ging er von einer neolithischen Grabstätte aus, zu der die verzierte Stele gehörte.
Denkbar ist einerseits, dass die Stele ein Teilstück der Wände eines Steinkistengrabes bildete. Andererseits könnte sie auch Teil einer Anlage mit religiöser oder astronomischer Funktion gewesen sein; dies ist, da man auf Grund ihrer Abmessungen eine Anordnung von insgesamt etwa 12 derartigen Steinen in Kreisform rekonstruieren kann, eine mögliche Deutung.

## Die Stele von 1923
Etwa 800 m südwestlich des Fundorts der ersten Stele wurde 1923/24 eine in zwei Teile zerbrochene, insgesamt 1,84 m hohe zweite Stele gefunden. Während das 1,51 m hohe Oberteil mit einem Fischgrätenmuster verziert ist, ist das wesentlich kürzere Unterteil ohne jegliche Ornamentik. Die Bruchstelle zwischen den beiden Teilen befindet sich an einer Art Einkerbung zwischen dem verzierten Ober- und dem unverzierten Unterteil.
Ähnlichkeiten in der Ornamentik der beiden Stelen und der von Wellen deuten auf die Zeit von der Mitte des 4. bis etwa zur Mitte des 3. vorchristlichen Jahrtausends für ihre Herstellung und primäre Nutzung.

## Kontext
Das Muster der Stele von 1907 verbindet sie mit einer gleichartig verzierten Scherbe aus Droßdorf, die 2014 in einem linienbandkeramischen Brunnen gefunden wurde.